# Anna-Liese Schwieger
Anna-Liese Friederike Auguste Schwieger (* 4. Mai 1899 in Rostock als Anna-Liese Friederike Auguste Müller; † 9. Juni 1974 in Elsterwerda) war eine deutsche Lehrerin, christdemokratische Politikerin und Frauenrechtlerin, die für ihr sozialpolitisches Engagement im März 1957 mit der Clara-Zetkin-Medaille geehrt wurde.

## Leben

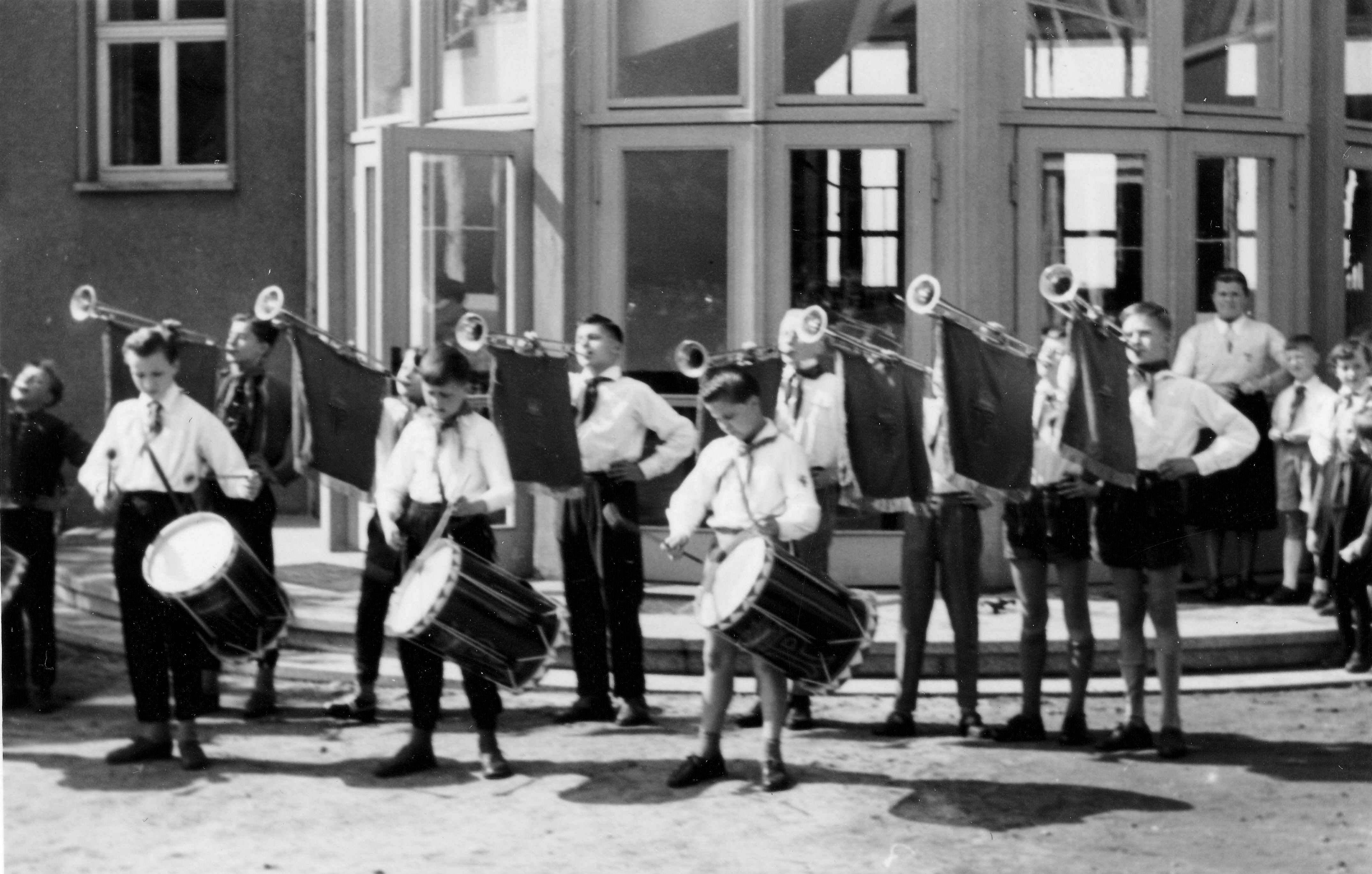
Fahnenappell in der Polytechnischen Oberschule Elsterwerda-Biehla. Rechts im Hintergrund Anna-Liese Schwieger (ca. 1960).

Anna-Liese Schwieger, Tochter des Rostocker Kaufmanns Willhelm Müller und dessen Ehefrau Maria († 1953), geb. Schumacher, geboren, erhielt eine christlich-bürgerliche Erziehung und heiratete im Jahre 1934 den in Halberstadt tätigen Studienrat Friedrich Wilhelm Schwieger.
Da Schwieger sich weigerte in die NSDAP einzutreten, wurde er nach Elsterwerda strafversetzt, wo das Ehepaar zeitlebens blieb. Friedrich Schwieger wirkte in Elsterwerda an der Oberschule im Elsterschloss. Während des durch den Zweiten Weltkrieg bedingten Lehrermangels begann Anna-Liese Schwieger, die keine Lehrerausbildung besaß, ab 1941 zu unterrichten. Die dafür notwendigen Kenntnisse hatte sie sich zuvor autodidaktisch angeeignet. Auch in der DDR war Schwieger ab dem Jahre 1950 als Neulehrerin tätig, bevor sie im Jahre 1955 im Alter von 56 Jahren die Lehrerprüfung ablegte. Sie arbeitete in der Grundschule in Elsterwerda-Biehla.

## Sozialpolitisches Wirken
In der Nachkriegszeit, beeindruckt vom Überlebenskampf der vielen Kriegerwitwen, begann sich Anna-Liese Schwieger kurz nach dem Ende des Krieges gesellschaftlich zu engagieren und für die Gleichberechtigung der Frauen zu kämpfen. Sie wurde im Jahre 1947 Gründungsmitglied der Elsterwerdaer Ortsgruppe des Demokratischen Frauenbunds Deutschlands (DFD), einer Frauenorganisation, die sich in der DDR als Erbe der Frauenbewegung verstand. Im Jahre 1950 übernahm sie auch den Vorsitz des Sozialausschusses im örtlichen Stadtparlament. 1952 trat sie der Christlich-Demokratischen Union Deutschlands (CDU) bei und wurde kurze Zeit später zur Vorsitzenden der städtischen Ortsgruppe gewählt, Mitglied des Liebenwerdaer Kreistages, Mitglied des Cottbuser Bezirksvorstandes der CDU und bei der Wahl zur Volkskammer im Jahre 1958 zur Nachfolgekandidatin gewählt.
Ehrenamtlich betätigte sie sich außerdem in der Jugend- und Frauenhilfe und war unter anderem in der Jugendhilfe-Kommission der Stadt Elsterwerda tätig. Daneben kümmerte sie sich im Rahmen ihrer Ämter auch um die alten Menschen.
Anna-Liese Schwieger starb 1974 und wurde neben ihrem Mann auf dem örtlichen Bergfriedhof beigesetzt.

## Ehrungen (Auswahl)

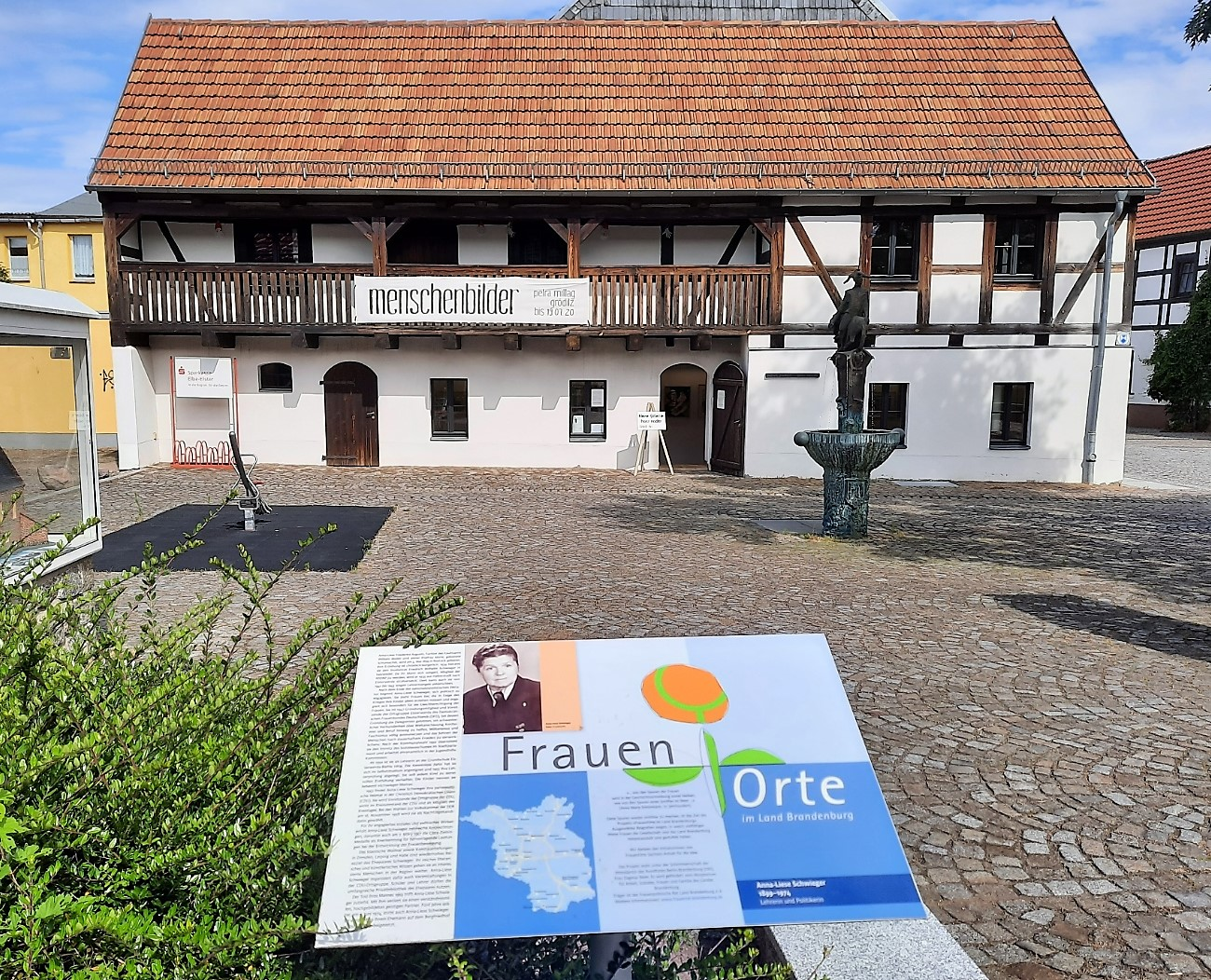
FrauenOrte-Gedenktafel für Anna-Liese Schwieger vor der Kleinen Galerie in Elsterwerda (2020).

Anna-Liese Schwieger erhielt für ihr Engagement zahlreiche Auszeichnungen. Unter anderem zweimal die Ehrennadel des Demokratischen Frauenbundes und die Pestalozzi-Medaille. Am 7. März 1957 wurde ihr im Berliner Haus der Ministerien „Als Zeichen der Anerkennung hervorragender Leistung bei der Verwirklichung der Gleichberechtigung der Frau in der Deutschen Demokratischen Republik“ die Clara-Zetkin-Medaille verliehen, verbunden mit einer jährlichen Ehrenrente in Höhe von 300 Mark.
Seit Mai 2020 erinnert eine Tafel des Projektes „FrauenOrte im Land Brandenburg“ vor der Kleinen Galerie „Hans Nadler“ an Anna-Liese Schwieger. Der zeitweise auch als Lehrer tätige Maler Hans Nadler, nach dem die Galerie benannt wurde, galt als enger Freund der literatur- und kunstinteressierten Familie Schwieger. Die Gedenktafel wurde im Beisein der Frauenorte-Projektleiterin Sabine Scheuerer, dem Initiator Gustav Bekker, dem Bürgermeister Dieter Herrchen, dem Landrat des Landkreises Elbe-Elster Christian Heinrich-Jaschinski und der nachmaligen Bürgermeisterin der Stadt Elsterwerda Anja Heinrich enthüllt.